# Veruschka von Lehndorff
Vera (Veruschka) Gottliebe Anna Gräfin von Lehndorff (ur. 14 maja 1939 w Königsberg) – niemiecka aktorka, modelka, fotomodelka, artystka malarka i fotograf.
Urodziła się w rodzinie arystokratycznej pochodzącej z Prus Wschodnich. Siedzibą rodu był pałac w Sztynorcie. Jej ojciec, hrabia Heinrich Graf von Lehndorff-Steinort, był zaangażowany w nieudany zamach na Hitlera 20 lipca 1944 w Wilczym Szańcu i został stracony w berlińskim więzieniu Plötzensee. Matka trafiła do obozu pracy, Vera wraz z dwiema siostrami do prowadzonego przez SS domu dziecka.
Po wojnie dorastała z matką i trzema siostrami w obozach dla uchodźców i u znajomych. Przez dwa lata studiowała w Hamburgu, potem we Florencji wzornictwo przemysłowe, lecz studiów nie ukończyła. W latach 60. dzięki wzrostowi 1,83 m zaczęła robić karierę fotomodelki we Florencji pod imieniem Veruschka. Została pierwszą niemiecką supermodelką.
Jej filmowym debiutem było Powiększenie w reżyserii Michelangelo Antonioniego, w którym w 1966 zagrała samą siebie.

## Wybrana filmografia
- 1966: Powiększenie
- 1971: Veruschka – poesia di una donna
- 1972: Salomè
- 1976: Rogacz z urojenia
- 1978: Couleur chair
- 1979: Milo-Milo
- 1984: Dorian Gray w zwierciadle prasy brukowej
- 1985: Oblubienica Frankensteina(inne języki)
- 1989: L’orchestre rouge
- 2006: Casino Royale
- 2017: The Superhost
- 2019: La vacanza